# Freibergit
Freibergit ist ein seit 2020 diskreditiertes Mineral aus der Mineralklasse der „Sulfide und Sulfosalze“ mit der chemischen Zusammensetzung Ag6[Cu4Fe2]Sb4S12 und damit chemisch gesehen ein Silber-Kupfer-Eisen-Sulfoantimonid.
Da bei natürlich entstandenem Freibergit meist ein geringer Anteil des Silbers durch Kupfer bzw. ein Teil des Eisens durch Zink sowie ein Teil des Antimons durch Arsen diadoch ersetzt (substituiert) ist und um die Bindungsstruktur der chemischen Bestandteile zu verdeutlichen, wird die chemische Zusammensetzung des Minerals auch als Mischformel in Form der Kristallchemische Strukturformel (Ag,Cu)10(Fe,Zn)2[S|((Sb,As)S3)4] angegeben. Die in den runden Klammern angegebenen Elemente können sich in der Formel jeweils gegenseitig vertreten, stehen jedoch immer im selben Mengenverhältnis zu den anderen Bestandteilen des Minerals.
Freibergit kristallisiert im kubischen Kristallsystem, ist in jeder Form undurchsichtig (opak) und findet sich meist in Form massiger Mineral-Aggregate und Einschlüsse in anderen Mineralen, entwickelt aber auch idiomorphe, tetraedrische Kristalle bis etwa 3,5 Zentimeter Größe und metallischem Glanz. Seine Farbe ist stahlgrau bis schwarz und seine Strichfarbe rötlichschwarz.

## Etymologie und Geschichte

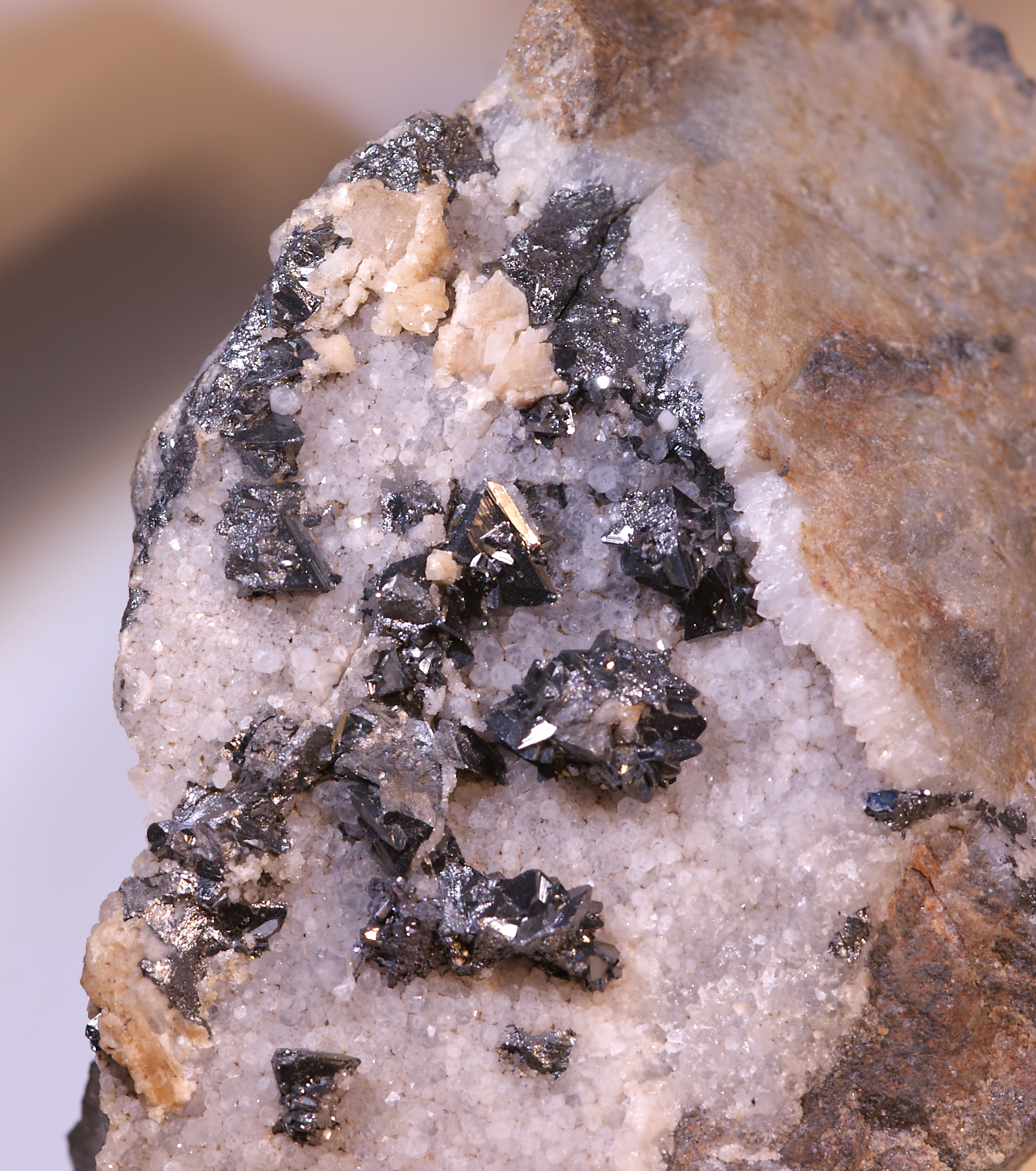
Freibergit aus der Schachtanlage „Reiche Zeche“, Himmelfahrt Fundgrube, Sachsen, Deutschland

Silberhaltiges Fahlerz oder „Weißgültigerz“ (auch Weissgültigerz bzw. Weissgiltigerz), zu denen auch der Freibergit zählt, ist im Bergwerkswesen bereits früh bekannt und schriftlich mindestens seit 1562 durch Johannes Mathesius (Sarepta oder Bergpostille) überliefert. Dass das silberhaltige Fahlerz aus verschiedenen Mineralen besteht, wurde erst 1795 von Martin Heinrich Klaproth und 1829 von Heinrich Rose durch chemische Analysen aufgedeckt, die an verschiedenen Mineralproben aus dem Freiberger Revier durchgeführt wurden.
Klaproth führte 1795 seine chemische Analyse auf quantitativer Basis an Mineralproben aus der Himmelsfürst Fundgrube bei Brand-Erbisdorf durch. Aufgrund der Ergebnisse, nach denen die Proben zwei stark unterschiedliche Silbergehalte mit durchschnittlich 22,00 % bzw. 9,41 % aufwiesen, führte er die Unterscheidung zwischen lichtem (silberreich) und dunklem (silberarm) Weißgültigerz ein. Da in seinen Proben jedoch einerseits Kupfer fehlte und andererseits ein auffällig hoher Bleianteil von 40 bis 50 % enthalten war, kann man davon ausgehen, dass Klaproth Gemenge statt reiner Minerale untersucht hat. Rose analysierte 1829 dagegen gut ausgebildete und sehr silberreiche Fahlerz-Kristalle, die drei Jahre zuvor in der „Hab Acht Fundgrube“ (später „Beschert Glück“) bei Freiberg gefunden worden waren. Neben dem erwartungsgemäß hohen Silbergehalt von 31,29 % fand er in seinen Proben diesmal auch den für Freibergit bedeutsamen Kupfergehalt von 14,81 %. Weitere Proben aus der Neue Hoffnung Gottes Fundgrube bei Bräunsdorf (Oberschöna), dem Erzengel Michael Erbstollen bei Mohorn und aus Alt Woischitz in Böhmen wiesen einen Silbergehalt zwischen 29,43 und 32,69 % auf.
Auf der Grundlage der Analysen von Rose beschrieb schließlich Karl Gustav Adalbert von Weissenbach 1831 das Mineral Freibergit unter den Bezeichnungen „Weißgiltigerz“ bzw. „Wahres Freyberger Weißgiltigerz“ als eigenständiges Mineral. Seinen bis heute gültigen Namen erhielt Freibergit allerdings erst 1853 von Gustav Adolf Kenngott, der das Mineral nach dessen Typlokalität benannte.
Zwischenzeitlich wählte Ernst Friedrich Glocker (1847) für das „Lichte Weißgültigerz“ den Gattungsnamen Polytelit (von griechisch politelos für kostspielig) in Anlehnung an dessen hohen Silbergehalt und speziell für die lichten Weißgültigerze aus Freiberg die Artenbezeichnung Polytelites Fribergensis bzw. Freibergischer Polytelit. Glockers Bezeichnungen setzten sich allerdings nicht durch.
In einer von Cristian Biagioni, Luke L. George, Nigel J. Cook, Emil Makovicky, Yves Moëlo, Marco Pasero, Jiří Sejkora, Chris J. Stanley, Mark D. Welch, Ferdinando Bosi 2020 veröffentlichten Arbeit wurden Nomenklatur und Klassifikation der Tetraedritgruppe, zu der auch Freibergit gehört, neu definiert. Dabei wurde auch festgestellt, dass sich der historische Name nicht mit eindeutig charakterisierten Typmaterialien in Verbindung bringen lässt. Aufgrund der historisch bedingten weiten Verbreitung des Namens sollte der Name der Forschergruppe zufolge daher zwar als Artname diskreditiert, aber als Gruppenname (in diesem Fall als Serienname) beibehalten werden.

## Klassifikation
In der veralteten 8. Auflage der Mineralsystematik nach Strunz gehörte der Freibergit zur Mineralklasse der „Sulfide und Sulfosalze“ und dort zur Abteilung der „Sulfide mit [dem Stoffmengenverhältnis] M(etall) : S(chwefel) = 1 : 1“, wo er zusammen mit Tennantit und Tetraedrit sowie im Anhang mit Nowackiit und Sinnerit die „Tennantit-Reihe“ mit der System-Nr. II/B.05 bildete.
Im zuletzt 2018 überarbeiteten und aktualisierten Lapis-Mineralienverzeichnis nach Stefan Weiß, das sich aus Rücksicht auf private Sammler und institutionelle Sammlungen noch nach dieser alten Form der Systematik von Karl Hugo Strunz richtet, erhielt das Mineral die System- und Mineral-Nr. II/C.11-050. In der „Lapis-Systematik“ entspricht dies der Abteilung „Sulfide mit dem Stoffmengenverhältnis Metall : S,Se,Te ≈ 1 : 1“, wo Freibergit zusammen mit Argentotennantit-(Zn), Argentotetraedrit, Chaméanit, Giraudit-(Zn), Goldfieldit, Hakit-(Hg), Mgriit, Tennantit und Tetraedrit sowie dem inzwischen diskreditierten Annivit die „Tetraedritgruppe“ mit der System-Nr. II/C.11 bildet.
Die von der International Mineralogical Association (IMA) zuletzt 2009 aktualisierte 9. Auflage der Strunz’schen Mineralsystematik ordnet den Freibergit ebenfalls in die Klasse der „Sulfide und Sulfosalze“, dort allerdings in die Abteilung der „Sulfoarsenide, Sulfoantimonide, Sulfobismuthide“. Diese ist zudem weiter unterteilt nach der Verknüpfungsart der Verbindungsbestandteile, so dass das Mineral entsprechend in der Unterabteilung der „Insel-Sulfarsenide (Neso-Sulfarsenide) usw., mit zusätzlichem Schwefel (S)“ zu finden ist, wo es zusammen mit Argentotennantit, Argentotetraedrit, Galkhait, Giraudit, Goldfieldit, Hakit, Tennantit und Tetraedrit die „Tennantitgruppe“ mit der System-Nr. 2.GB.05 bildet.
Auch die Systematik der Minerale nach Dana ordnet den Freibergit in die Klasse der „Sulfide und Sulfosalze“ und dort in die Abteilung der „Sulfosalze“ ein. Hier ist er zusammen mit Tetraedrit, Tennantit, Hakit, Giraudit, Goldfieldit und Argentotennantit in der „Tetraedritgruppe“ mit der System-Nr. 03.03.06 innerhalb der Unterabteilung der „Sulfosalze mit dem Verhältnis 3 < z/y < 4 und der Zusammensetzung (A+)i (A2+)j [ByCz], A = Metalle, B = Halbmetalle, C = Nichtmetalle“ zu finden.

## Kristallstruktur
Freibergit kristallisiert kubisch in der Raumgruppe I43m (Raumgruppen-Nr. 217) mit dem Gitterparameter a = 10,61 Å sowie zwei Formeleinheiten pro Elementarzelle.

## Bildung und Fundorte

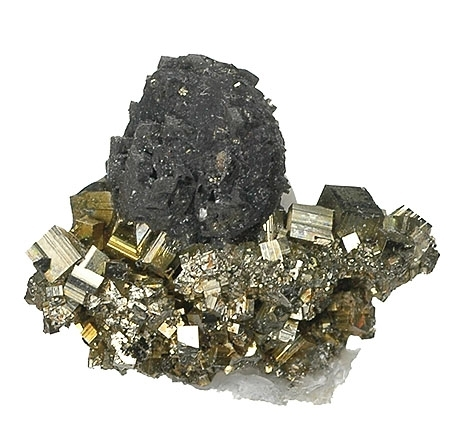
Freibergit auf Pyrit aus der „Eagle Mine“, Gilman, Eagle County, Colorado (Größe: 2,0 × 1,6 × 1,3 cm)

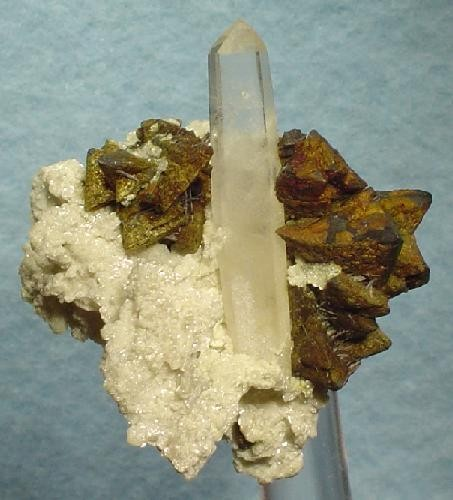
Tetraedrischer, kupferfarbig angelaufener Freibergit auf Quarz aus „Yaogangxian Mine“, Yizhang, Hunan, China (Größe: 3,5 × 3,0 × 2,4 cm)

Freibergit bildet sich wie alle Fahlerze vorwiegend in hydrothermalen Lagerstätten. Daneben kann er aber auch untergeordnet in pegmatitisch-pneumatolytischen Lagerstätten und Sedimentgesteinen entstehen. Als Begleitminerale können neben Tennantit und Tetraedrit noch viele unterschiedliche Sulfide und Sulfosalze auftreten wie unter anderem Arsenopyrit, Bournonit, Chalkopyrit, Galenit, Pyrit und Sphalerit.
Als eher seltene Mineralbildung kann Freibergit an verschiedenen Fundorten zum Teil zwar reichlich vorhanden sein, insgesamt ist er aber wenig verbreitet. Insgesamt gelten bisher (Stand 2013) etwas mehr als 600 Fundorte als bekannt. Neben seiner Typlokalität Freiberg bzw. allgemein im Freiberger Bergrevier – reichhaltige, massige Vorkommen kennt man vor allem aus der Himmelsfürst Fundgrube – im sächsischen Erzgebirge trat das Mineral in Deutschland unter anderem noch am Hornbühl bei Waldkirch, bei Haslach im Kinzigtal und Belchen in Baden-Württemberg; in der Grube „Silberne Rose“ bei Goldkronach-Brandholz und der Fürstenzeche bei Lam in Bayern; der „Grube Rammelsberg“ bei Goslar in Niedersachsen; am Moschellandsberg und im Fischbacher Werk in Rheinland-Pfalz sowie bei Neudorf und Straßberg (Harzgerode) in Sachsen-Anhalt auf.
In Österreich konnte Freibergit vor allem in den Hohen Tauern von Kärnten bis Salzburg gefunden, so unter anderem in der Goldberg-, Hafner- und Kreuzeckgruppe, aber auch bei Rotgülden in der Region Lungau (Salzburg), Kaltenegg (Gemeinde Rettenegg) und Arzberb (Weiz) in der Steiermark und bei Schwaz in Tirol gefunden werden.
Der bisher einzige bekannte Fundort in der Schweiz ist das Val Minor im Kanton Graubünden.
Weitere Fundorte liegen unter anderem in Ägypten, Argentinien, Aserbaidschan, Australien, Bolivien, Brasilien, Bulgarien, Chile, China, Ecuador, Finnland, Frankreich, Georgien, Ghana, Griechenland, Grönland, Indien, Irland, Italien, Japan, Kanada, Kasachstan, Kolumbien, im Kosovo, in Marokko, Mazedonien, Mexiko, der Mongolei, Norwegen, Papua-Neuguinea, Peru, Polen, Portugal, Rumänien, Russland, Schweden, Serbien, der Slowakei, Slowenien, Spanien, Südkorea, Tadschikistan, Tschechien, Tunesien, Türkei, der Ukraine, Ungarn, im Vereinigten Königreich (UK) und den Vereinigten Staaten von Amerika (USA).

## Verwendung
Freibergit war bei lokaler Anhäufung neben anderen Fahlerzen ein bedeutendes Erz zur Gewinnung von Kupfer und Silber. Letzteres wird inzwischen vorrangig aus silberhaltigem Galenit gewonnen.